# 484. pehotni polk (Wehrmacht)
Za druge 484. polke glejte 484. polk.
484. pehotni polk (izvirno nemško Infanterie-Regiment 484) je bil eden izmed pehotnih polkov v sestavi redne nemške kopenske vojske med drugo svetovno vojno.

## Zgodovina
Polk je bil ustanovljen 26. avgusta 1939 kot polk 4. vala v WK VI iz nadomestnih bataljonov: II. 58. ter I. in III. 79. pehotnega polka; polk je bil dodeljen 254. pehotni diviziji. 
17. novembra 1940 je bil III. bataljon izvzet iz sestave in dodeljen 587. pehotnemu polku; bataljon je bil nadomeščen.
15. oktobra 1942 je bil polk preimenovan v 484. grenadirski polk.